# Liszkowice
Liszkowice [pronunciación en polaco: /liʂkɔˈvit͡sɛ/] es un pueblo ubicado en el distrito administrativo (gmina) de Rojewo, distrito de Inowrocław, voivodato de Cuyavia y Pomerania, Polonia. Según el censo de 2011, tiene una población de 175 habitantes.
Está ubicado aproximadamente a 4 kilómetros al norte de Rojewo, a 16 kilómetros al norte de Inowrocław, a 27 kilómetros al suroeste de Toruń y a 27 kilómetros al sureste de Bydgoszcz.